# NGC 4486A
NGC 4486A (другие обозначения — UGC 7658, MCG 2-32-110, ZWG 70.141, ARAK 372, VCC 1327, PGC 41377) — эллиптическая галактика (E2) в созвездии Девы. Находится на расстоянии 18,4 Мпк от нашей Галактики. Является частью Скопления Девы.
Этот объект не входит в число перечисленных в оригинальной редакции «Нового общего каталога» и был добавлен позднее.

## Сверхмассивная чёрная дыра
В центре галактики содержится сверхмассивная чёрная дыра с массой (14 ± 5) млн M⊙, определённой по дисперсии скоростей окружающих её звёзд.